# أبرشية حلب الكاثوليكية المارونية
أبرشية حلب الكاثوليكية المارونية للموارنة (باللاتينية: Archearchy Aleppensis Maronitarum) هي مقر للكنيسة المارونية. وفي عام 2012 كان هناك 4000[بحاجة لمصدر] أعضاء. ويديرها حالياً المطران الماروني يوسف الطوبجي.

## الإقليم والإحصائيات
وتشمل الأبرشية مدينة حلب ومنطقة حلب حيث تقع كاتدرائية مار الياس.
تنقسم المنطقة إلى خمس أبرشيات، وفي عام 2012 كان هناك 4000 كاثوليكيًا موارنة.

## التاريخ
ورد أول ذكر لوجود الموارنة في مدينة حلب في وقائع ميخائيل السرياني، الذي يروي أحداث النصف الأول من القرن الثامن، والتي من بعدها طرد الموارنة من المدينة. وقلص الوجود الماروني إلى وحدات قليلة جداً. في القرن السابع عشر، وبفضل الهجرة، نما المجتمع الحلبي الماروني وجهز بأسقفية، على الرغم من أنهم غير متأكدين من أسماء الأساقفة الأوائل في التاريخ.
ففي عام 1675 استطلعت آراء نحو 1500 ماروني، أما بعد عشر سنوات فقد أصبح عددهم نحو 4000. وكان رجال الدين الموارنة معظمهم جاهلين وبدون أي تدريب. كان الكبوشيون والكرمليون واليسوعيون يبشرون في الكنائس المارونية كمبشرين بسبب نقص الكهنة.
ومن بين الأساقفة السابقين بالتأكيد غبريال البلوزة المعروف، الذي انتخب بطريركاً على الكنيسة المارونية سنة 1704 خلفاً لإسطفان الدويهي؛ وهو مرتبط بتأسيس الرهبانية الأنطونية المارونية. جرمانوس فرحات، رجل ثقافة وعالم باللغة العربية، هو أول أسقف ولد في حلب، وربما أول من أقام فيها بشكل دائم.
وفي عهد أسقفية بولس عروتين، حصلت الكنيسة المارونية على الاعتراف المدني من قبل الدولة العثمانية (1831)، مما سمح للأسقف بترميم كاتدرائية مار الياس القديمة، التي شيدت في القرن السابع عشر. ولا بد لخليفته يوسف مطر من بناء الكاتدرائية الحالية: وقد شارك الأسقف بنفسه في المجمع الفاتيكاني الأول وأنشأ عام 1857 مطبعة الأمة المارونية، وهي أول مطبعة أصيلة في مدينة حلب.
من عام 1954 إلى عام 1977 كان أساقفة حلب أيضًا مديرين للإدارة البطريركية في لاودكية (اليوم أبرشية لاودكية الكاثوليكية المارونية).

## رؤساء الأساقفة
- إلياس إهدني (1638–1659)
- أندراوس أخيجان عبد الغال (ذكر عام 1661)
- جوزيف الحصروني (؟ – 1663 متوفى)
- غبريال البلوزة ، OAM (1663 – 12 مايو 1704 انتخب بطريرك أنطاكية)
- ميشيل البلوزاوي (تموز 1704 كرس – 1724 استقال)
- جرمانوس (غابرييل) فرحات (29 يوليو 1725 مكرس – 9 يوليو 1732 متوفى)
- جرمانوس (غبريال) حواتب (1732 مكرس – 1762)
- أرسين شكري (1762–1787)
- غابرييل كونيدر (30 سبتمبر 1787 - 15 يونيو 1802 متوفى)
- جرمانوس حوا (1804–1827)
- بول أروتين (3 مايو 1829 - 21 أبريل 1851 متوفى)
- يوسف مطر (28 سبتمبر 1851 - 14 مايو 1882 متوفي)
- بول حكيم (16 يوليو 1885 مكرس – 25 فبراير 1888 متوفى)
- جرمانوس شمالي (1892–1895)
- يوسف دبس (دياب) (22 مارس 1896 – 1912 متوفى)
- مايكل أكراس (24 فبراير 1913 – 27 أكتوبر 1945 متوفى)
- إيغناس زيادة (27 أبريل 1946 - 26 يناير 1952 عُين مطرانًا على بيروت)
- فرانسوا أيوب (16 أبريل 1954 - 2 يونيو 1966 متوفى)
- جوزيف سلامة (15 مارس 1967 – 9 يونيو 1990 انسحب)
- بيير كالاوس (9 يونيو 1990 - 16 مارس 1997 متوفى)
- يوسف أنيس أبي عاد (7 يونيو 1997 – 11 نوفمبر 2013 استقال)
- جوزيف طوبجي (منذ 31 أكتوبر 2015)